# Onda P

Onda P plana

Representação da propagação de uma onda P em uma malha bidimensional (forma empírica)

As ondas P são um tipo de onda elástica, denominada onda sísmica em sismologia, que se propagam em um meio contínuo. Ondas P podem ser produzidas por terremotos e registradas em sismógrafos. O nome onda P é frequentemente dito derivar de onda primária, pois tem as maiores velocidades, sendo portanto a primeira a ser registrada; ou onda de pressão, pois é formada por alternância de compressão e rarefação.
Em sólidos isotrópicos e homogêneos, o modo de propagação de uma onda P é sempre longitudinal; assim, as partículas do sólido vibram paralelamente à direção da energia da onda.

## Velocidade
A velocidade de ondas P em um meio homogêneo isotrópico é dada por
{\displaystyle v_{p}={\sqrt {\frac {K+{\frac {4}{3}}\mu }{\rho }}}={\sqrt {\frac {\lambda +2\mu }{\rho }}}}
sendo K o módulo volumétrico, {\displaystyle \mu } o módulo de cisalhamento (também denotado por G e também denominado segundo parâmetro de Lamé), {\displaystyle \rho } a densidade do material onde a onda se propaga, e {\displaystyle \lambda } o primeiro parâmetro de Lamé.
Destes, a densidade é a que menos varia, e assim a velocidade é predominantemente controlada por K e μ.
O módulo de onda P, {\displaystyle M}, é definido tal que {\displaystyle M=K+4\mu /3} e assim
{\displaystyle v_{p}={\sqrt {M/\rho }}.\ }
Valores típicos para a velocidade das ondas P em terremotos estão na faixa de 5 a 8 km/s. A velocidade precisa varia de acordo com a região do interior da terra, de menos de 6 km/s na crosta terrestre até 13 km/s através do núcleo.

## Ondas sísmicas na Terra
Ondas primárias e secundárias são ondas de corpo que viajam no interior da Terra. O movimento e comportamento da ondas tipo P e S na Terra são monitorados para sondar a estrutura interior da Terra. Descontinuidades na velocidade em função da profundidade são indicativos de alterações na fase ou composição. As diferenças nos tempos de chegada das ondas provenientes de um abalo sísmico resultam dos caminhos diferentes das ondas, permitindo o mapeamento da estrutura interna da Terra.